# Glomeris marginata
Espèce
Glomeris marginata est une espèce de myriapodes diplopodes qui s'enroule comme certains cloportes mais ils ont beaucoup plus que 7 paires de pattes. Le segment en arrière de la tête est le plus grand et le dernier segment est nettement plus gros que les précédents.
La cuticule est toujours luisante. Lorsqu'ils sont en volvation, le segment en arrière de la tête forme une zone plate qui rend "la boule" imparfaite.

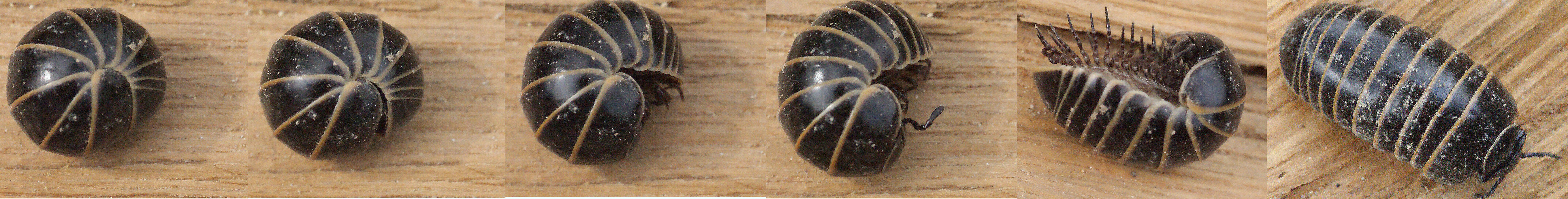
Déroulement de l'animal